# キャンパススクエア
キャンパススクエアは兵庫県神戸市西区学園西町一丁目にある複合型商業施設（ショッピングモール）である。

## 概要
本館・東館・北館・書籍館の四つの館が存在する。中核テナントはイオンフードスタイル神戸学園店（旧ダイエー）。

## フロア構成
| 階 | 本館(キャンパス専門店とイオンフードスタイル神戸学園店) | 北館   |
| -- | ------------------------------------------------------ | ------ |
| 2F | イオンフードスタイルの専門店                           | 専門店 |
| 1F | キャンパス専門店とイオンフードスタイル                 | 専門店 |

| 階 | 東館   | 書籍館     |
| -- | ------ | ---------- |
| 2F | 専門店 | なし       |
| 1F | 専門店 | 喜久屋書店 |

## 主なテナント

### 現在
- イオンフードスタイル（スーパーマーケット)
- セリア（100円ショップ）（イオン専門店）
- マックハウス（衣料品）（イオン専門店）
- センチュリーペット（ペットショップ）（イオン専門店）
- ビーマイル（ヘアカラー専門店）（イオン専門店）
- シュープラザ（靴）（イオン専門店）
- タイトーＦステーション（アミューズメント）（イオン専門店）
- 私のお針箱（洋服のリフォーム）（イオン専門店）
- 保険クリニック（暮らす/その他）（イオン専門店）
- 鮮々館 オオクボ（青果）
- 鯛将（鮮魚・寿司）
- 肉処 大久保（精肉・惣菜）
- セリア（100円ショップ）
- アルカドラッグ（ドラッグストア）
- auショップ（キャリアショップ）
- 甲南チケット（金券ショップ）
- ビアードパパの作りたて工房（シュークリーム）
- ラ・フルール（喫茶）
- ジュピター（コーヒー豆・輸入食品）
- マザーバスケット（ベーカリー）
- ミキヤ化粧品（化粧品）
- モスバーガー（ハンバーガー）
- kiitos（服飾・インテリア雑貨）
- シャルム（レディースファッション）
- QBハウス（理容所・美容所）
- mo-ma* hair（美容所・ネイル）
- ラーメンこがね家（ラーメン）
- ときわそば（うどん、そば、天婦羅）
- コンサクレ・カイ（洋菓子）
- メガネの三城（眼鏡量販店）
- ケンタッキー（フライドチキン）
- すき家（牛丼）
- ミスタードーナツ（ドーナツ）
- サンマルクカフェ（カフェ）
- スターバックスコーヒー（カフェ）
- 喜久屋書店（書店）
- ラ・フルール(カフェ)
- スナックランド（クレープ）
- しゃらんべ（居酒屋）
- スーパークリーニング 美洗館（クリーニング）
- ティエラコム山本塾個別指導部神戸学園都市教室（学習塾）
- ティエラコム東進衛星予備校神戸学園都市校（学習塾）

### 過去に存在したテナント
- 神戸飯店（中華）
- 55ステーション（DPE）
- デジタルデポ（DPE）
- TSUTAYA（レンタルビデオ）
- サーティワン（アイスクリーム）
- スノーピア（アイスクリーム）
- ドコモショップ（キャリアショップ）
- ソフトバンクショップ（キャリアショップ）
- ツーカーショップ（キャリアショップ）
- ムービーホンマサニ（携帯電話代理店）
- 靴のチヨダ（靴）
- ドムドムハンバーガー（ハンバーガー）
- アシーネ（CDショップ）
- キャンドゥ（100円ショップ）
- サンリオショップ（キャラクターグッズ）
- 星電社（家電量販店）
- ジュンク堂書店（書店）
- 菊兆（明石焼き）
- 遊コン（ゲームソフト販売店）
- 任天堂エンターテイメントショップ（ゲームソフト、ホビー）
- ブリックス（イタリア料理）
- 大陸まんま（多国籍料理）
- 茶月（寿司）
- 神戸屋キッチン（ベーカリー）
- らーめん処 仁（ラーメン）
- 北海らーめん（ラーメン）
- とくしま（お好み焼き）
- うさぎや（菓子）
- よしや（菓子）
- まるしげ（菓子）
- タカラブネ（スイーツ）
- ハンドメイド（スイーツ、カフェ）
- カフェスタジオ（カフェ）
- ミスタースタミナ（精肉店）
- ツネミネ（八百屋）
- リカーショップ ナカタニ（酒店）
- ミスターミニット（靴修理・合鍵）
- 日本旅行（旅行代理店）
- ソールソウル（足つぼマッサージ）
- ミッキーのクリーニング（クリーニング）
- カットハウス マサキ（理容所）
- みどり美粧院（美容所）
- マルハン（パチンコ）
- Taiyo（パチンコ）
- プレイランド（わんぱくランド）（アミューズメント施設）
- ？（花店）
- ？（豆腐店）
- ？（青果店）
- ？（魚店）
- トポリーノ（喫茶店）
- エーブイロード（レンタルビデオ店）
- ？（創作料理）
- ？（飲茶・中華料理）